# Hasu Elablawi
Hasu Elablawi (tiếng Ả Rập: حسو العلباوي) là một ngôi làng Syria nằm ở phó huyện Al-Saan ở huyện Salamiyah, Hama. Theo Cục Thống kê Trung ương Syria (CBS), Hasu Elablawi có dân số 696 trong cuộc điều tra dân số năm 2004.